# Зайченко, Юрий Владимирович
Юрий Владимирович Зайченко (укр. Юрій Володимирович Зайченко; род. 21 марта 1973, Харьков) — советский и украинский футболист, нападающий.

## Игровая карьера
Воспитанник харьковского футбола. Начинал играть в местной команде «Маяк», переименованной после распада СССР в «Юпитер».
В 1993 году перешёл в команду «Торпедо» (Запорожье), где 23 апреля 1993 года в игре «Торпедо» — «Металлург» (Запорожье) (1:3) дебютировал в высшей лиги чемпионата Украины.
Далее выступал в командах первой лиги «Ворскла», «Скала» и «Металлист».
28 марта 1996 года сыграл в матче СК «Николаев» — «ЦСКА-Борисфен» (0:2) в составе «Николаева». В том матче Зайченко на 61 минуте заменил Сергея Думенко. Этот единственный матч за «корабелов» стал для Юрия последним в высшей лиге.
Завершил карьеру в конце 1996 года в команде второй лиги ФК «Петровцы».